# Veprecula cooperi
Veprecula cooperi é uma espécie de gastrópode do gênero Veprecula, pertencente a família Raphitomidae.